# Alphabeat
Alphabeat är en popgrupp från Silkeborg i Danmark. Deras debutsingel "Fascination" var en stor hit i Danmark i mitten av 2007 och en stor hit i Storbritannien 2008. Deras andra singel "10 000 Nights Of Thunder" (eller bara "10 000 Nights" i Storbritannien) blev en lika stor succé som Fascination.
Deras sound hittills har påmint om retro, melodisk 80-talspop, med inspiration från Deacon Blue och Prefab Sprout, som båda hade stämmor med manlig och kvinnlig röst.
Bandet erbjöds att spela som förband till Spice Girls under deras turné 2007-2008, men tackade nej till erbjudandet. De tyckte att det skulle kännas för konstigt då Spice Girls fans inte är bekanta med Alphabeats musik.
Den 26 juli 2008 medverkade Alphabeat i TV4:s direktsända program Sommarkrysset på Gröna Lund i Stockholm.

## Medlemmar
- Anders SG - Sång
- Stine Bramsen - Sång
- Anders B - Gitarr
- Rasmus Nagel - Keyboard
- Anders Reinholdt - Bas
- Troels Hansen - Trummor

## Diskografi

### Album
| År   | Titel                                                                 | DK Album | Klassifikation |
| ---- | --------------------------------------------------------------------- | -------- | -------------- |
| 2007 | Alphabeat - Första studioalbumet - Copenhagen Records - Utgivet: 2007 | 2        | DK: Platina    |

### Singlar
| År   | Titel                      | Danmark      | Danmark       | Album     |
| År   | Titel                      | Single chart | Airplay chart | Album     |
| ---- | -------------------------- | ------------ | ------------- | --------- |
| 2007 | "Fascination"              | 4            | -             | Alphabeat |
| 2007 | "10.000 Nights of Thunder" | 1            | 2             | Alphabeat |
| 2007 | "Boyfriend"                | 11           | 3             | Alphabeat |